# 広島市立矢野西小学校
広島市立矢野西小学校（ひろしましりつ やのにししょうがっこう）は、広島県広島市安芸区矢野にある公立小学校。

## 沿革
- 1975年（昭和50年）
  - 3月 - 広島市立矢野西小学校の落成式を挙行[1]。
  - 4月1日 - 同校が広島市立矢野小学校から分離開校[1]。
- 1998年（平成10年）4月1日 - 広島市立矢野南小学校へ校区分離。

## 進路先中学校
- 広島市立矢野中学校[2]

## 通学区域
矢野町 （字大谷5704～5740番地、5781～5791番地、5793番地、5794番地 字奥ノ迫6083～6084番地、6089～6099番地 字釜ケ休1130番地、1132～1137番地の2
字茶臼ケ城1140番地の1～1149番地の2、1151番地～1156番地の3） 
矢野西一丁目～矢野西四丁目、矢野西五丁目（1～5番、6番1号～5号、6番22号～30号、7～9番、10番1号～4号、10番18号～22号）、矢野新町一丁目、矢野新町二丁目